# سانت هيلينز الشمالية (دائرة انتخابية في المملكة المتحدة)
سانت هيلينز الشمالية (بالإنجليزية: St Helens North)‏ هي إحدى الدوائر الانتخابية في المملكة المتحدة الممثلة في مجلس العموم في برلمان المملكة المتحدة.
عضو البرلمان الذي يمثلها حالياً هو :Mr Dave Watts (Lab).